# Turrialba (cantão)
Turrialba é um cantão da Costa Rica, situado na província de Cartago, entre Pococí, Guácimo, Siquirres e Matina ao norte; Limón e Talamanca ao leste; Jiménez, Alvarado, Oreamuno e Paraíso ao oeste; e Pérez Zeledón ao sul. Sua capital é a cidade de Turrialba. Possui uma área de 1 642,67 km² e sua população está estimada em 69616 habitantes.
Sua altitude média é de 1000 metros sobre o nível do mar, e no seu território se encontram dois dos pontos mais altos do país, o Vulcão Turrialba e o Cerro Chirripó.

## Divisão política
Atualmente, o cantão de Turrialba possui 12 distritos:
|    | Nome do Distrito |
| -- | ---------------- |
| 1  | Turrialba        |
| 2  | La Suiza         |
| 3  | Peralta          |
| 4  | Santa Cruz       |
| 5  | Santa Teresita   |
| 6  | Pavones          |
| 7  | Tuis             |
| 8  | Tayutic          |
| 9  | Santa Rosa       |
| 10 | Três Equis       |
| 11 | La Isabel        |
| 12 | Chirripó         |